# Groupe des Indépendants (Société britannique de psychanalyse)
Le Groupe des indépendants, ou Middle Group, est le nom donné à un groupe de psychanalystes britanniques qui se constitue à partir de 1945, au sein de la Société britannique de psychanalyse.

## Histoire
La création du groupe des Indépendants est consécutive aux controverses scientifiques qui divisent durablement la Société britannique de psychanalyse entre 1941 et 1944. Ce groupe réunit les psychanalystes qui ne souhaitent s'affilier ni au groupe des partisans de Melanie Klein ni à celui des partisans d'Anna Freud, mais reconnaissaient la valeur des apports des deux groupes. 
Ce groupe fonctionne, de fait, à partir de 1945, mais il prend officiellement le nom de groupe des Indépendants, en 1962, nommé ainsi par Paula Heimann.
Les analystes les plus connus qui s'y affilient sont, outre Paula Heimann, Sylvia Payne, Marjorie Brierley, Ronald Fairbairn, Ella Freeman Sharpe puis, plus tard, Donald Winnicott, Michael Balint, Pearl King et Margaret Little.
Voici comment Michael Balint résumait les raisons de son adhésion au groupe des Indépendants : « Ces hypothèses nous permettront peut-être de comprendre les désaccords entre Vienne et Londres. Les deux parties ont à la fois raison et tort. Les Britanniques n'ont étudié que les réactions violentes consécutives à la frustration, mais l'expérience de bien-être paisible et tranquille a totalement échappé à leur attention ou bien n'a pas été évaluée à sa juste valeur économique. Les Viennois ont clairement reconnu cette erreur et ont dûment souligné les lacunes présentées par le point de vue britannique, mais ils ont été incapables de donner une explication satisfaisante des phénomènes, par ailleurs correctement observés, de la période infantile tels que l'avidité, l'instabilité, l'ambivalence intense, etc., ou alors ils ont dû faire appel à des hypothèses ad hoc, comme celle de l'angoisse primaire devant la force de la pulsion »